# Nhà hát Mały ở Łódź

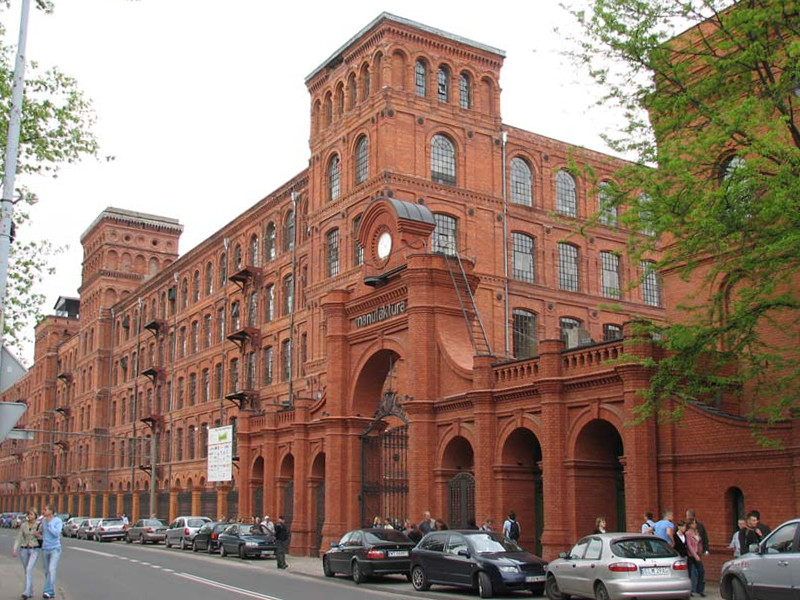
Trung tâm Manufaktura (2006)

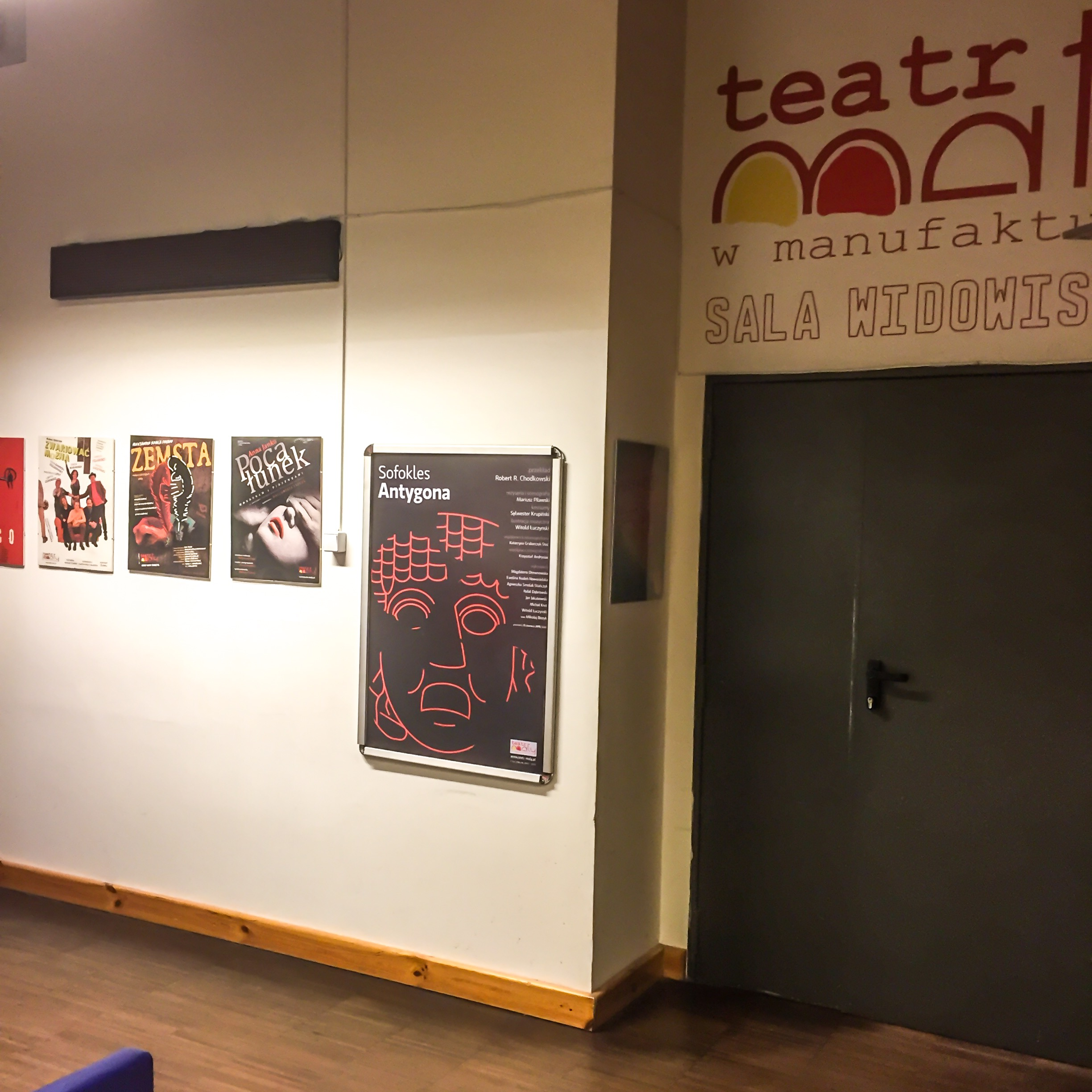
Lối vào khán phòng của Nhà hát Mały ở Trung tâm Manufaktura (2019)

Nhà hát Mały ở Łódź (tiếng Ba Lan: Teatr Mały w Łodzi) là một trong những nhà hát kịch ở Łódź, Ba Lan. Nhà hát được thành lập vào năm 2009 và có trụ sở tại Trung tâm Manufaktura (trung tâm nghệ thuật, trung tâm mua sắm và khu phức hợp giải trí nổi tiếng ở Łódź). Nhà hát Mały có một sân khấu với sức chứa 135 người.

## Tiết mục
Nhà hát Mały ở Łódź nổi tiếng với các vở kịch được dàn dựng công phu, dựa trên các tác phẩm văn học kinh điển của Ba Lan và thế giới, chẳng hạn như các vở kịch và tiểu thuyết của Anton Chekhov, Sławomir Mrożek, Witold Gombrowicz hay Fyodor Dostoyevsky. Ngoài ra, để phục vụ mọi nhu cầu của khán giả, Nhà hát Mały còn đa dạng hóa chương trình trên sân khấu như: biểu diễn âm nhạc, hòa nhạc, thơ ca, tạp kỹ, hay hài kịch.

## Diễn viên sân khấu nổi tiếng
- Loretta Cichowicz
- Maria Gudejko
- Grażyna Walasek
- Małgorzata Lipka
- Krystyna Czubówna
- Magdalena Kaszewska
- Elżbieta Czerwińska
- Beata Olga Kowalska
- Agata Kaczmarek
- Anna Grzeszczak
- Malwina Irek
- Małgorzata Flegel
- Teresa Makarska
- Marek Kasprzyk
- Paweł Sanakiewicz
- Edward Kalisz
- Teofil Pietroń
- Mikołaj Mikołajczyk
- Wojciech Bartoszek
- Stanisław Brejdygant
- Marek Kołaczkowski
- Witold Łuczyński
- Tomasz Kubiatowicz
- Krzysztof Kaczmarek
- Arkadiusz Kurzawa
- Dariusz Sosiński
- Gracjan Kielar
- Krzysztof Pyziak
- Bogumił Antczak
- Tomasz Kubiatowicz